# Zonalität
Zonalität beschreibt den Umfang der Einflussfaktoren für die durch Sukzession entstehenden Pflanzengesellschaften. Es werden drei Zonalitäten unterschieden:
- zonale Vegetation – den Klimazonen entsprechende Vegetationszonen
- azonale Vegetation – Vegetation, deren Verbreitung von anderen Standortfaktoren als dem Klima bestimmt ist
- extrazonale Vegetation – an fremde Klimazonen erinnernde Vegetation an Standorten mit besonderem Lokalklima